# Темелін
Темелі́н (чеськ. Temelín) — село у Південночеському краї Чехії. Розташоване за 6 кілометрів від Тина-Над-Влтавою.
Темелін є селом-супутником Темелінської АЕС.

## Назва
Назва села ймовірно походить чеського присвійного наростка "-ін" та слова Темель — означає основа або тло, котре зустрічається у багатьох слов'янських мовах Балкан (хорв. temelj, temeljiti, temeljan, temeljac, болг. темел — застаріле).

## Географія
Темелін розташований у Південночеському краї у районі Чеських Будейовиців та за 24 км від нього, а також за 5,5 км від Тина-Над-Влтавою. Село є селом-супутником Темелінської АЕС. У селі є багато ставків.

## Історія
У селі та його околицях було знайдено багато археологічних знахідок, що свідчить про давніші поселення на території сучасного села. Знахідки є частиною колекцій Чеського Національного музею у Празі та краєзнавчого музею у Тині-Над-Влтавою.
Перша писемна згадка про село датується 1381 роком. Згодом аж у 15 столітті .
Петро Челчицький згадує село у своєму «Sieti viery pravé» (укр. Мережі правдивої віри)
У 1744 під час Війни за австрійську спадщину поблизу села розташовувався польовий табір Прусської армії.

## Населення
У 1930 у селі проживало 557 людей, з котрих 551 зазначив себе чехом, а п'ятеро — німцем.
| Рік              | 1869  | 1880  | 1890  | 1900  | 1910  | 1921  | 1930  | 1950  | 1961  | 1970  | 1980  | 1991 | 2001 | 2011 |
| ---------------- | ----- | ----- | ----- | ----- | ----- | ----- | ----- | ----- | ----- | ----- | ----- | ---- | ---- | ---- |
| Населення        | 2 920 | 2 934 | 2 823 | 2 776 | 2 772 | 2 741 | 2 520 | 2 031 | 2 012 | 1 811 | 1 546 | 751  | 714  | 795  |
| Кількість дворів | 409   | 429   | 444   | 459   | 472   | 480   | 494   | 496   | 468   | 453   | 443   | 314  | 327  | 336  |

## Світлини

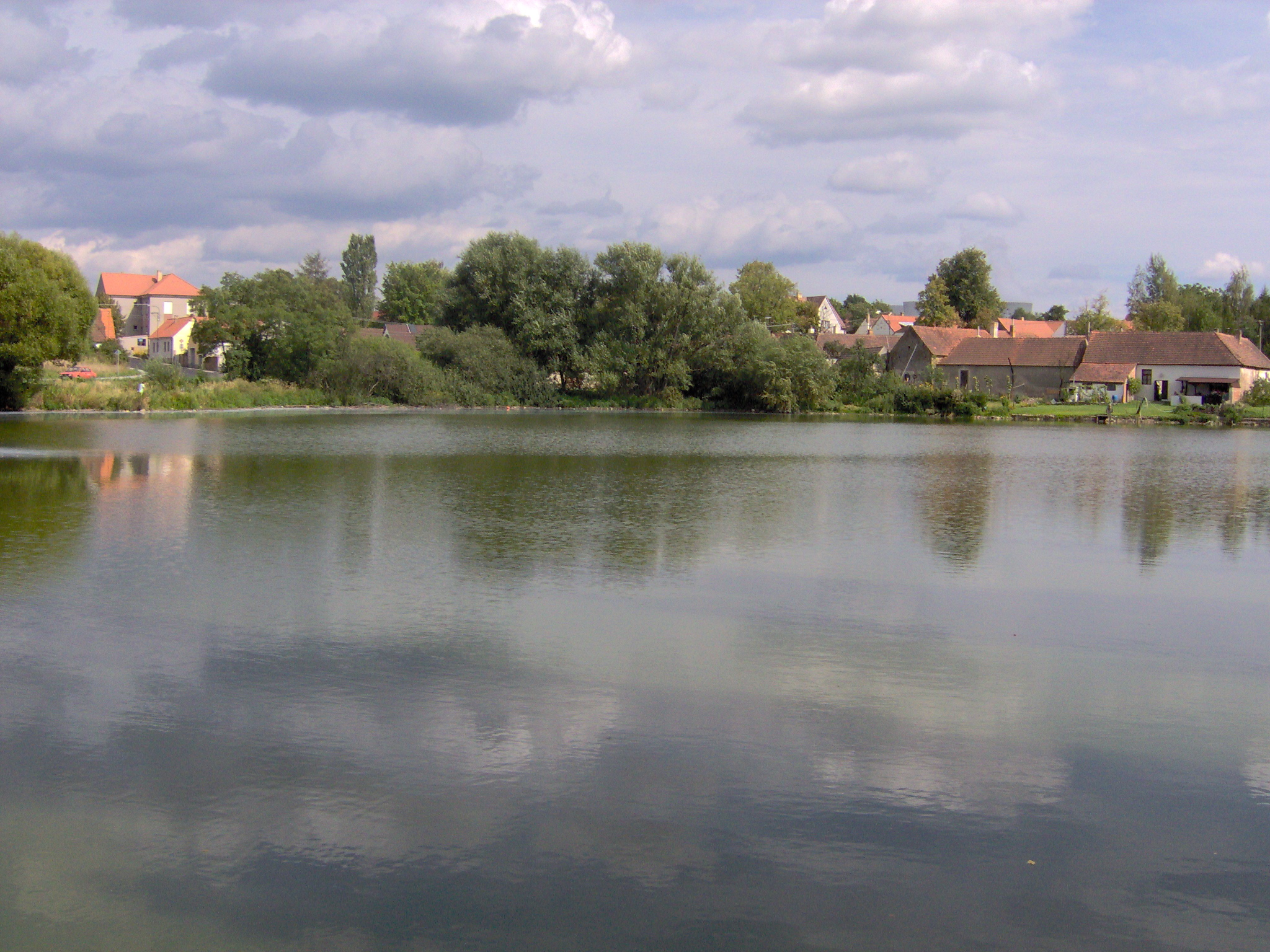
Ставок у Темеліні
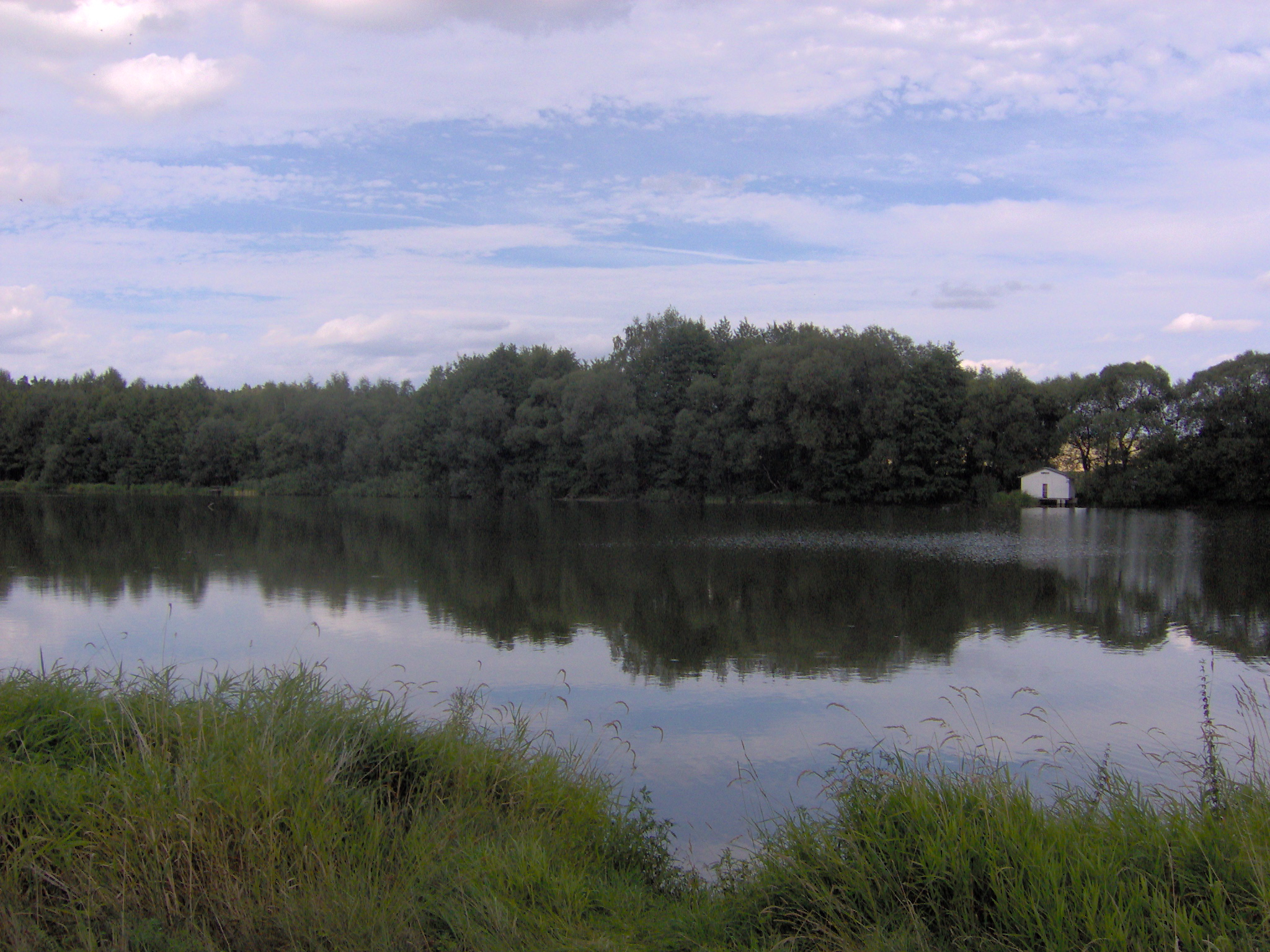
Ставок у районі Лгота-під-Горами
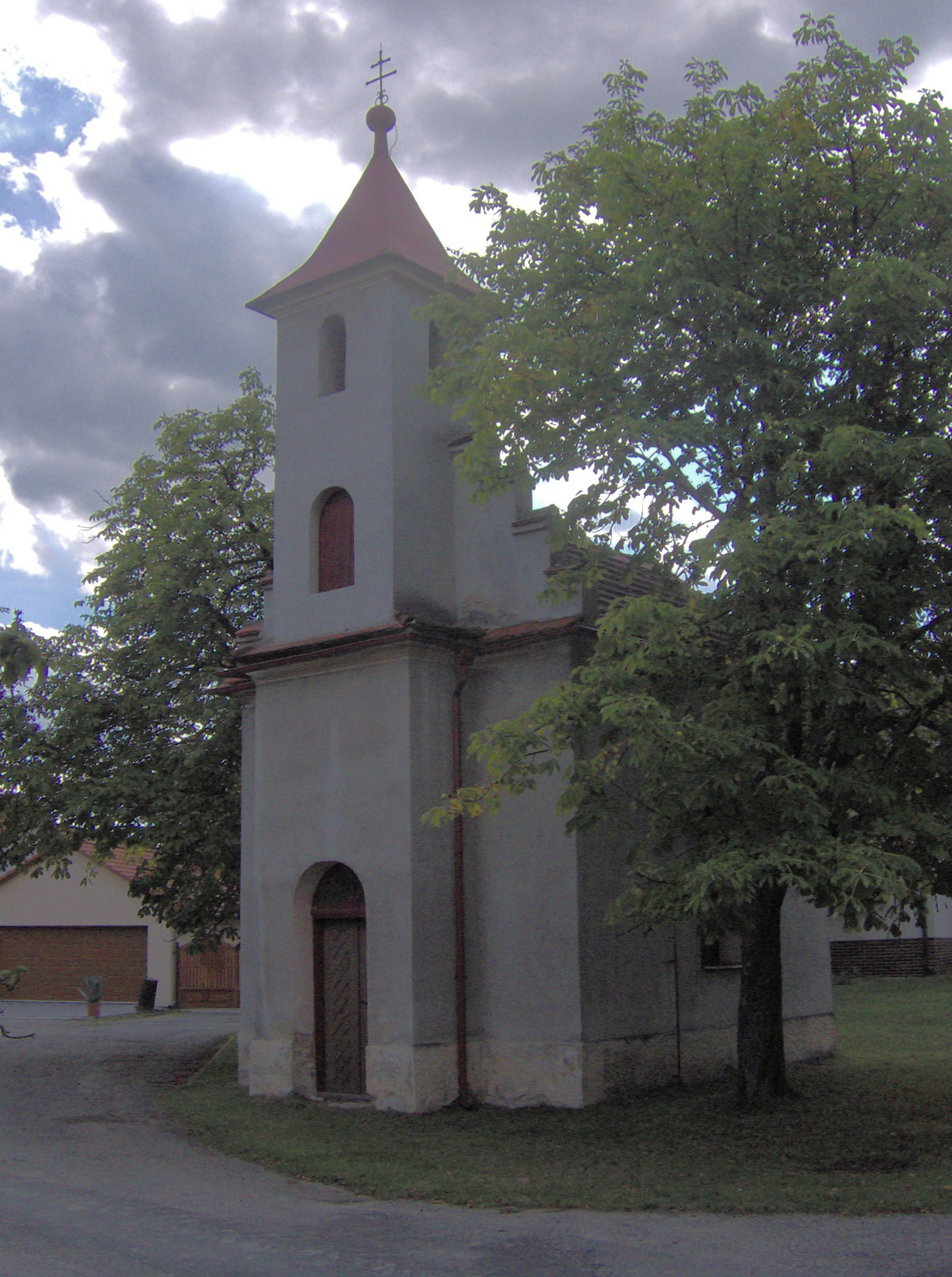
Каплиця в Лготі-під-Горами
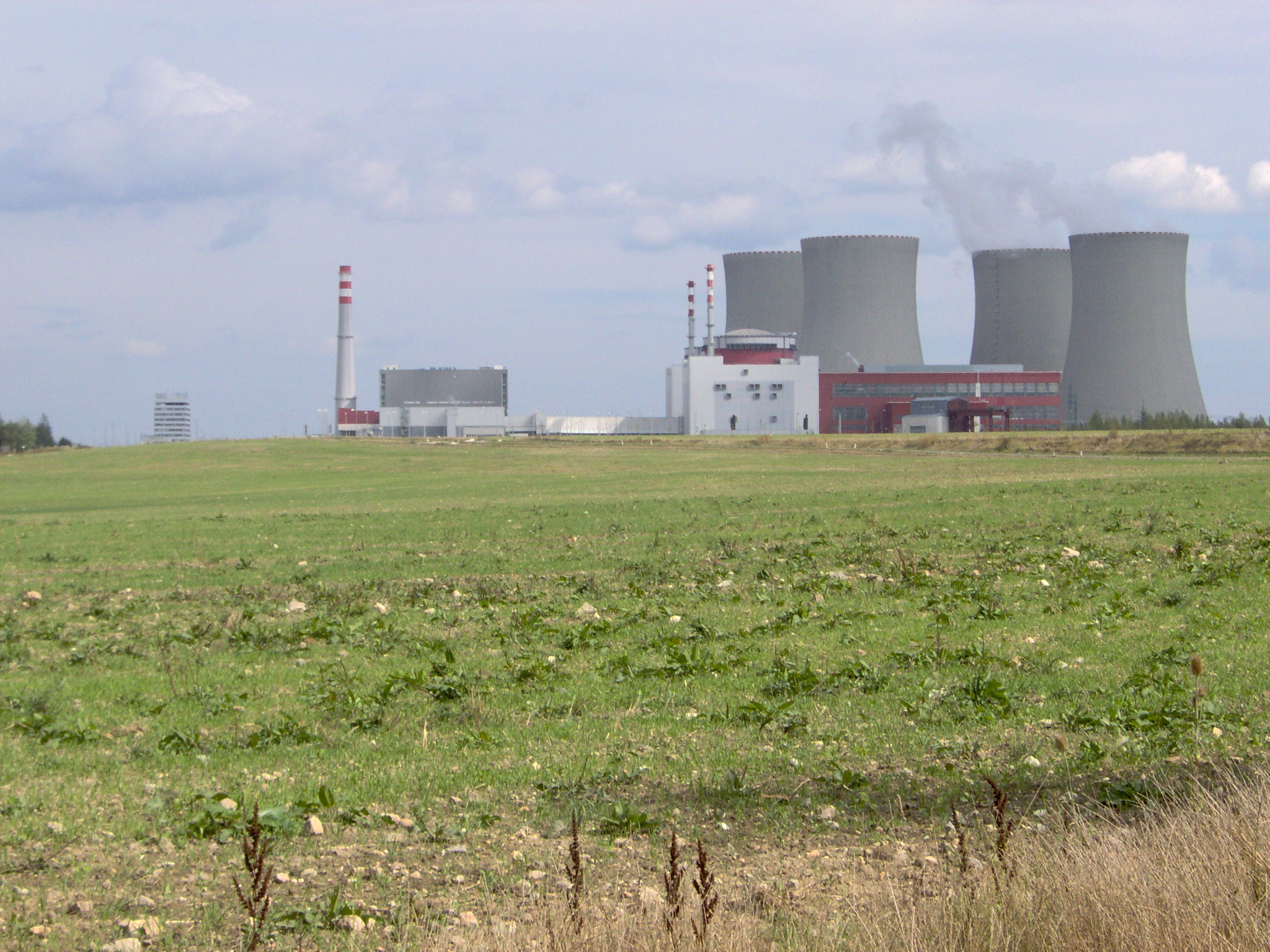
Вид на Темелінську АЕС